# Juan Micón, hijo
Juan Micón, hijo (Pamplona, 1660 – Pamplona, post 1710). Fue un impresor y librero español. Hijo del impresor y librero Juan Micón, activo entre 1683 y 1688, a la muerte de su padre hereda, en 1688, el negocio juntamente con su hermana Catalina, mayor que él. Esta se casa inmediatamente con el librero Domingo de Berdala, activo entre 1688 y 1698. 
En 1698 Catalina y Juan, los hijos y herederos de Juan Micón, venden el taller y la librería, que se encontraba en deficiente situación económica a Francisco Antonio de Neira.
Tuvo un carácter violento que le ocasionó problemas con la justicia. Trabajó como asalariado para profesionales de la capital navarra aunque sin alcanzar prestigio profesional, todo lo contrario.
Sorprendentemente hay un notable número de ediciones ilegales que llevan su nombre en el pie de imprenta sin fundamento alguno.

## Culpable de “medio homicidio”
Hijo de Juan Micón, librero e impresor, y Graciosa de Asca, nació en Pamplona en 1660. 
Trabaja en la librería de su padre y en 1681, con 21 años, protagoniza un altercado que le cuesta una condena por “medio homicidio”, el pago de daños, más 100 libras de multa y más las costas del proceso. 
Sucedió así: una tarde, cuando el vecindario se encontraba en la calle “a la fresca”, con la espada dio un tajo en la cara a Pedro de Azparren, de 46 años que iba desarmado. Al parecer, uno de los contertulios de Azparren había denunciado al librero por vender “cartillas” escolares sin autorización, lo que le había acarreado una multa de 30 ducados, y el joven Micón se tomó la revancha.

## Coheredero del negocio paterno
A la muerte de su padre en 1688 hereda el negocio familiar juntamente con su hermana, mayor que él, Catalina, que enseguida se casa con el librero e impresor Domingo de Berdala con el objeto de que asuma la dirección del negocio familiar. 
Por su parte, Juan Micón, hijo, no imprime ni edita obra alguna. Todas las impresiones del taller llevan el nombre de su cuñado Domingo de Berdala.

## Venta de la imprenta familiar
La marcha del taller era mala, en parte porque no podía competir con el de Martín Gregorio de Zabala, con más antigüedad y mejor asentado en la capital navarra. Esta circunstancia propició su arrendamiento, en 1695, a dos oficiales, procedentes del taller de su competidor Martín Gregorio de Zabala. Se trataba de Lázaro González de Asarta y de Guillermo Francisco y Alcanduz. Estos, sin embargo, no pudieron remontar la tendencia negativa y, prueba de ello, es que solo se conocen impresiones de 1695 y 1696.
Fracasada la opción del alquiler, los hermanos Micón optaron por vender, en 1698, el taller al maestro librero Francisco Antonio de Neira que, de esta manera, comenzó a trabajar también como tipógrafo.
En el contrato de venta se dejó sentado que si los arrendatarios Lázaro González de Asarta y Guillermo Francisco y Alcanduz no accedieran a dejar la imprenta, los gastos del posible litigio serían por cuenta de Neira, situación que no llegó a producirse. Sin embargo, la transmisión del negocio no estuvo libre de problemas, al año siguiente, en 1699, Neira demandó a Lázaro González de Asarta reclamándole una prensa y algunas cajas de tipos que aseguraba que no le había entregado tal y como estaba estipulado en el contrato firmado con los propietarios, los hermanos Micón.
La venta aportó a los hermanos Micón 350 reales, de los que 300 correspondían al utillaje de la imprenta, en el que figuraban “todas sus letras, cajas, prensa, tórculo, letras floridas, estampas y todo lo demás que contiene”, y los 50 reales restantes a “menudencias de libros”.

## Librero e impresor asalariado
De esta manera, Juan Micón, hijo, de propietario pasó a asalariado, primero, en la librería de Juan José Ezquerro y, posteriormente, a partir de 1704, como oficial en la imprenta de Francisco Antonio de Neira. Aquí, al cabo de un año, no había cobrado una sola mensualidad y, en junio de 1705, decidió demandar a su patrón, obteniendo, en febrero de 1706, sentencia favorable de la Real Corte por la que este le debía abonar los atrasos. 
En su descargo ante los tribunales, Francisco Antonio de Neira adujo que Juan Micón llegó a su casa “sin capa ni sombrero” y que le pidió por amor de Dios que lo recibiese pues lo había despedido Juan José Ezquerro. En un primer momento se negó a aceptarlo por no necesitar sus servicios y además por encontrarse Micón “muy impedido a causa de estar enfermo” -tendría entonces unos 45 años-, pero que finalmente lo contrató, movido por la compasión. Le dio una capa de color “muy buena”, un sombrero, dos camisas buenas, una camisa vieja, una ropilla de bayeta, una valona y zapatos nuevos; además, todos los días de fiesta le entregaba medio real y a veces un real entero. Aseguró que muchos días faltaba al trabajo porque se quedaba en la cama o iba de paseo. En cuanto al salario reclamado, Neira declaró que si tuviera que pagarle sería menos de lo que le reclamaba, ya que “no lo merece el oficial mejor en la villa de Madrid, si no a dos reales de a ocho, y en esta tierra se hallan oficiales mucho más baratos”.
Micón presenta como testigos para su demanda contra Neira a Francisco Picart, maestro impresor y librero, vecino de Pamplona, de 38 años aproximadamente, y a Francisco de Paisa, maestro librero, vecino de Pamplona, de 32 años. 
Picart explicó que en alguna ocasión había dado trabajo a Micón pagándole un real diario más la costa. Por su parte, Paisa aseguró que lo empleó, tres o cuatro días, por un real o un “diezochen” (medio real) diario más la costa; afirmó que, por tratarse de un hombre “cansado”, como mucho podía ganar 12 reales mensuales más la costa y la limpieza, pues en otros reinos los buenos oficiales cobraban entre 18 y 20 reales mensuales.
Tras este litigio, es probable que Micón volviera al servicio a Juan José Ezquerro, ya que en 1709 intervino como testigo del contrato de arriendo de una casa firmado por este impresor.
Juan Micón, hijo, “mercader de libros, residente de esta ciudad”, es reclamado en septiembre de 1710 para hacer el inventario de la librería del licenciado Juan López de Cuéllar, oidor del Consejo Real de Navarra, ya difunto, que pretende comprar a su viuda el librero Francisco Antonio de Neira.
Con posterioridad, no se tiene noticia de este impresor, librero y modesto empleado de librería, que vendió el negocio paterno y sobrevivió dando tumbos por las librerías pamplonesas de Juan José Ezquerro, Francisco Picart, Francisco Antonio de Neira y Francisco Paisa. Sus patrones lo tuvieron por mal trabajador.

## Ediciones fraudulentas con su nombre

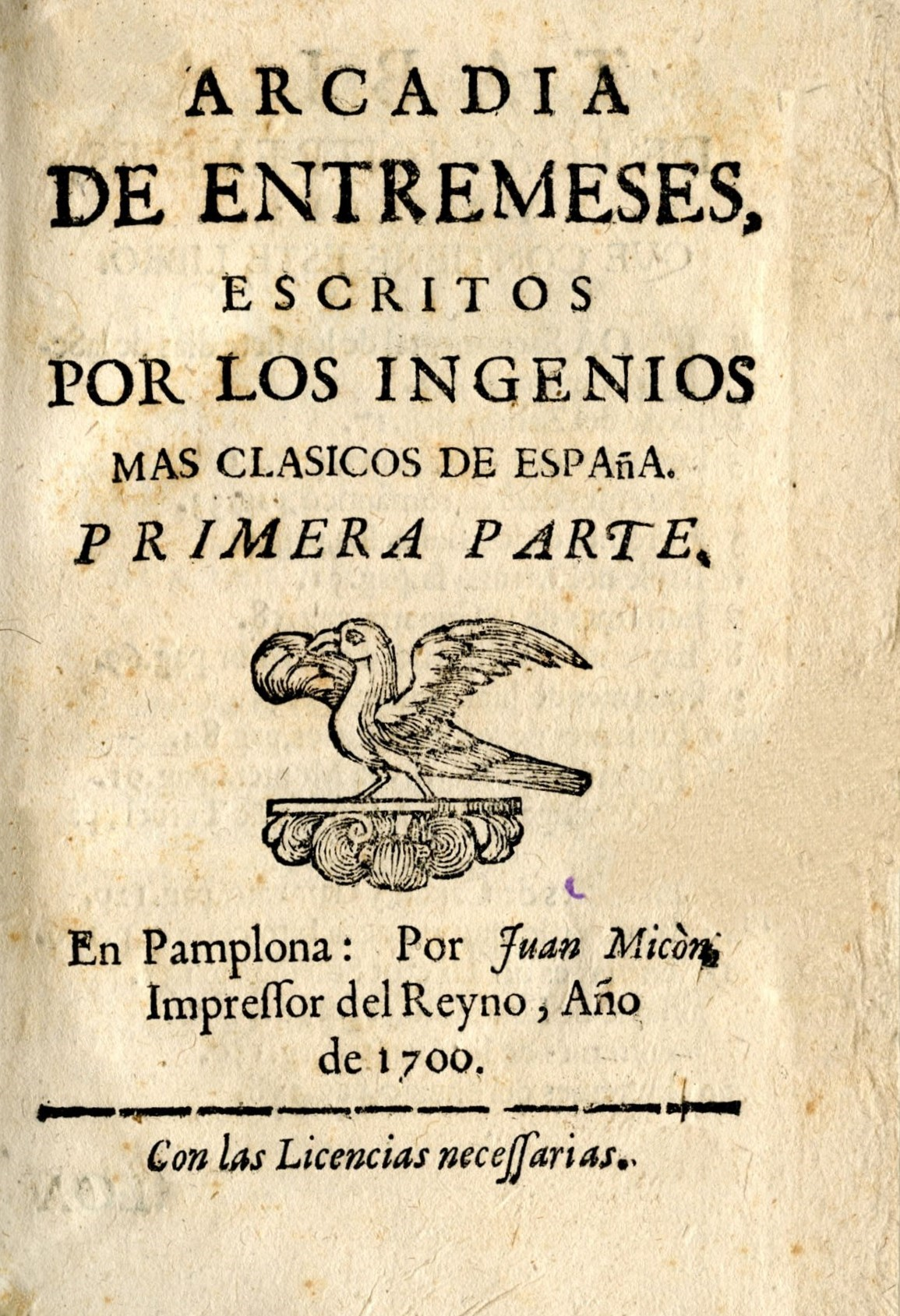
Edición pirata atribuida sin fundamento a Juan Picón

Curiosamente se conoce un considerable número de ediciones falsas que utilizan sin fundamento el nombre de Juan Micón. Hay al menos siete títulos, fechados entre 1690 y 1720, que tienen como mínimo 17 ediciones, que llevan en el pie de imprenta el nombre de Juan Micón y Pamplona como lugar de impresión. En algunas, sin base alguna, se le atribuye el oficio de Impresor del Reino, que en ese tiempo monopolizaba Martín Gregorio de Zabala. 
A todas luces son impresiones ajenas a Juan Micón, hijo, por sus características tipográficas y por la ausencia de licencias del Consejo Real de Navarra. 
Con toda probabilidad se trataría de ediciones ilegales promovidas por distintos editores madrileños, en torno a 1720, y destinadas a su comercialización subrepticia en Castilla. Por este motivo, para eludir el control de las autoridades, se atribuirían a un oscuro impresor del Reino de Navarra, que nunca actuó como editor, y para ello se incluyen falsas licencias del Consejo de Castilla fechadas muchos años antes.
Entre estas ediciones fraudulentas figura un significativo número de obras literarias, de carácter popular, como La historia del emperador Carlo Magno (1690), Pensil ameno de entremeses (1691), Arcadia de entremeses (1691 y 1700) y Verdores del paraíso en diferentes entremeses (1697). 
Estas obras falsamente atribuidas a Juan Micón han dado lugar a estudios que, sin fundamento, ponderan la inusitada actividad editora de obras de teatro de este impresor navarro.